# Neiva variolata
Neiva variolata är en insektsart som först beskrevs av Melichar 1925.  Neiva variolata ingår i släktet Neiva och familjen dvärgstritar. Inga underarter finns listade i Catalogue of Life.